# Friedrich Jäger (Politiker, 1873)
Adolf Friedrich Jäger (* 25. Juli 1873 in Emmendingen; † 30. März 1955 in Karlsruhe) war ein deutscher Politiker (NSDAP).
Jäger war als mittlerer Beamter im Staatsdienst tätig und wechselte 1903 in die Stadtverwaltung von Karlsruhe. Er wurde 1928 zum Direktor der Stadthauptkasse ernannt, trat zum 1. Mai 1930 in die NSDAP ein (Mitgliedsnummer 245.544) und wurde im selben Jahr Stadtratsmitglied und Vorsitzender der NSDAP-Fraktion. Er wurde 1933 von den Nationalsozialisten zum Nachfolger des Oberbürgermeisters Julius Finter gewählt, der zum Rücktritt gezwungen worden war. Seine Amtszeit dauerte vom 18. Mai 1933 bis zum 25. Juli 1938, als er von Oskar Hüssy abgelöst wurde. Während des Entnazifizierungsprozesses wurde er 1949 von der Karlsruher Spruchkammer als Belasteter eingestuft, ein Jahr später wurde sein Verfahren allerdings aufgrund des Gesetzes vom 3. April 1950 eingestellt.

## Nachweise
1. ↑  Bundesarchiv R 9361-VIII KARTEI/13381321
2. ↑  Adolf Friedrich Jäger. Stadtlexikon Karlsruhe, abgerufen am 18. Juli 2020.

| Personendaten    | Personendaten                               |
| ---------------- | ------------------------------------------- |
| NAME             | Jäger, Friedrich                            |
| ALTERNATIVNAMEN  | Jäger, Adolf Friedrich (vollständiger Name) |
| KURZBESCHREIBUNG | deutscher Politiker (NSDAP)                 |
| GEBURTSDATUM     | 25. Juli 1873                               |
| GEBURTSORT       | Emmendingen                                 |
| STERBEDATUM      | 30. März 1955                               |
| STERBEORT        | Karlsruhe                                   |